# Kishanganj (stad)

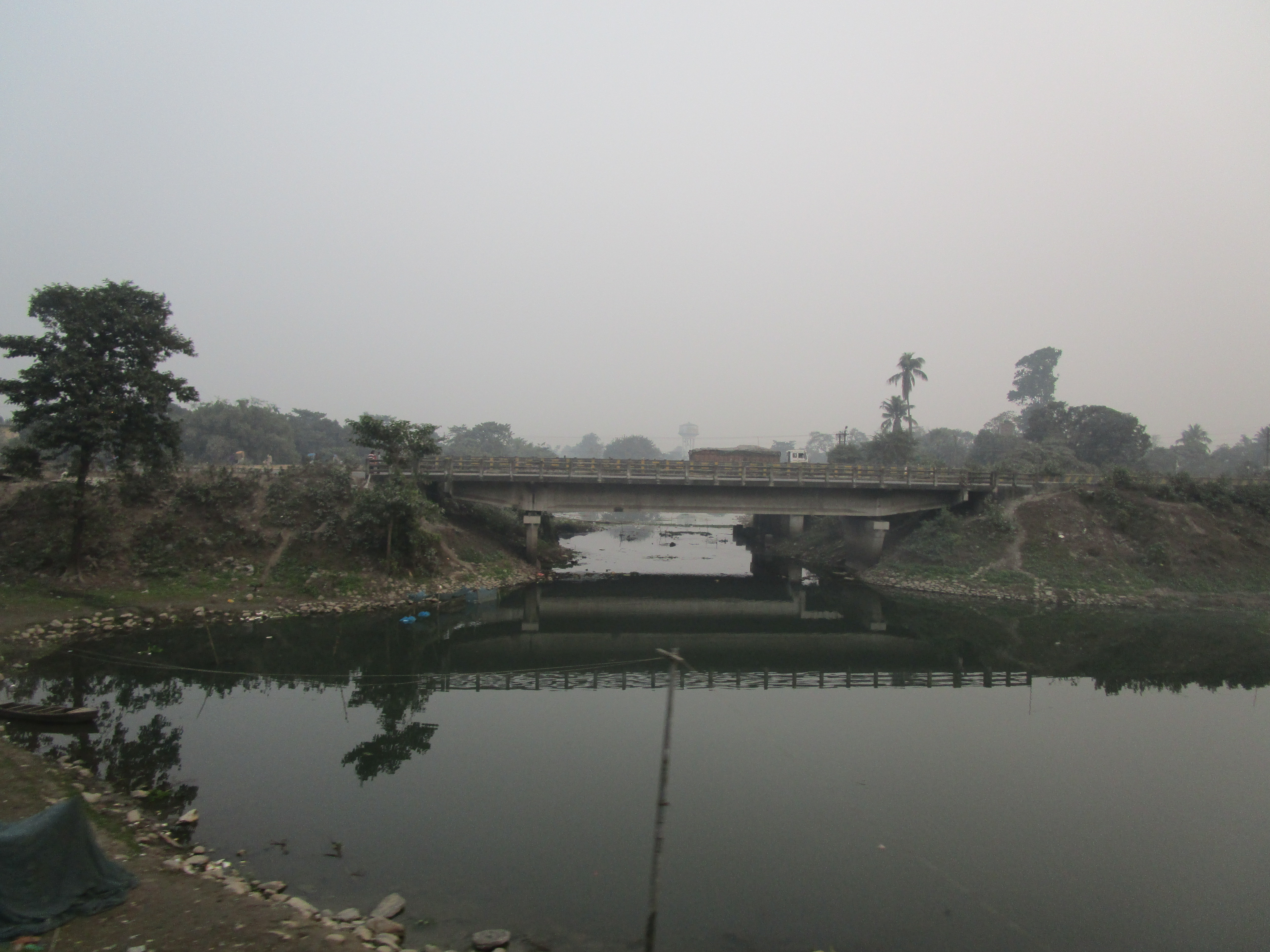
Ramzan Rivier bij Kishanganj

Kishanganj is een stad en district in de deelstaat Bihar in India, gelegen in het voorgebergte van de Himalaya. Vroeger hoorde dit grensdistrict bij het land Nepal en bij de deelstaat Sikkim. De oude naam van Kishanganj is Nepalgarh. In 1840, nadat de Mughals de strijd gewonnen hadden van de lokale regeerder werd Kishanganj deel van India. Vervolgens werd het gekoloniseerd door de Britten. De voornaamste rivieren in het district zijn de Mahananda en de Kankai. Alleen in dit district in de deelstaat Bihar wordt er thee geproduceerd. Ook is het district nogal gevoelig, omdat het dicht bij de Bangladesh en Nepal ligt. Het ligt 43 meter onder zeeniveau.

## Demografie
Volgens een census van 2011 wonen hier 55.688 mannen en 51.388 vrouwen en in totaal 107.076 mensen. Geografisch en historisch gezien is de plaats deel van de Koch–Rajbongshi cultuur.
In Kishanganj is het alfabetiseringsgraad 64,24% van de bevolking; bij mannen is 71,7% alfabeet en bij de vrouwen 56,3%. Volgens een census van 2011 zijn er in de stad 17.017 kinderen, waaronder 8.743 jongens en 8.274 meisjes. De kinderen vormen in totaal 15,89% van de bevolking van Kishanganj.

## Klimaat
| Maand                  | jan  | feb  | mrt  | apr  | mei  | jun  | jul  | aug  | sep  | okt  | nov  | dec  | Jaar  |
| ---------------------- | ---- | ---- | ---- | ---- | ---- | ---- | ---- | ---- | ---- | ---- | ---- | ---- | ----- |
| Gemiddeld maximum (°C) | 24,0 | 26,6 | 31,9 | 34,7 | 33,7 | 32,5 | 31,9 | 31,9 | 31,8 | 31,1 | 29,0 | 25,3 | 30,4  |
| Gemiddeld minimum (°C) | 9,8  | 11,6 | 15,9 | 20,6 | 23,6 | 25,2 | 25,7 | 25,4 | 24,8 | 21,8 | 15,2 | 10,7 | 19,2  |
|                        |      |      |      |      |      |      |      |      |      |      |      |      |       |
| Neerslag (mm)          | 11   | 6    | 22   | 36   | 165  | 479  | 532  | 399  | 360  | 83   | 6    | 0    | 2.099 |
| Bron:                  |      |      |      |      |      |      |      |      |      |      |      |      |       |